# 盲眼原花鰍
盲眼原花鰍為輻鰭魚綱鯉形目鰍科的其中一種，為熱帶淡水魚，被IUCN列為易危保育類動物，分布於亞洲中國廣西淡水流域，體長可達2.6公分，棲息在地下洞穴水域，生活習性不明。

## 扩展阅读
維基物種上的相關：盲眼原花鰍